# Druja

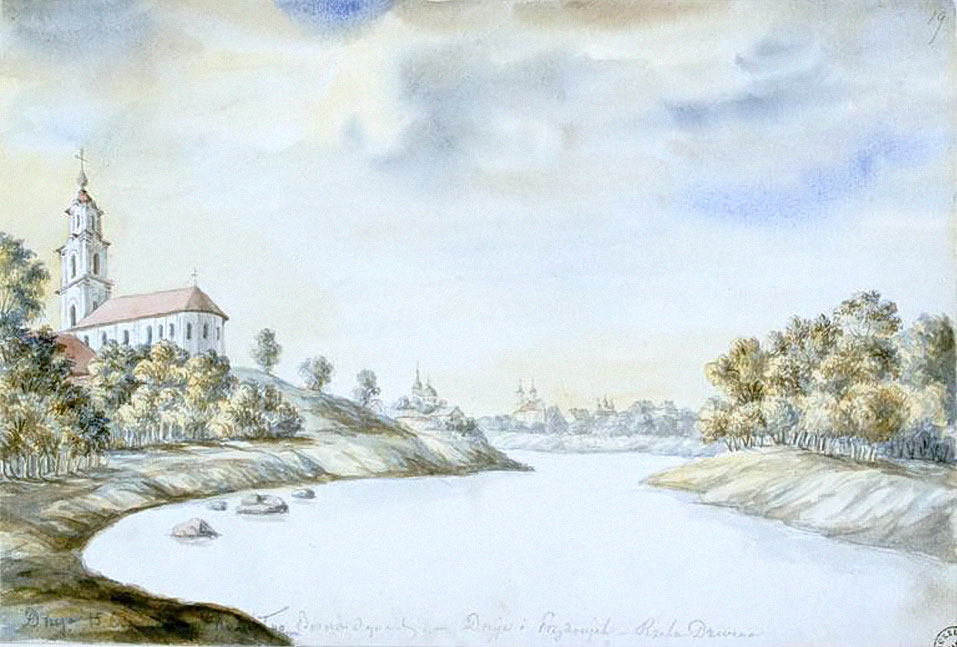
Napoleon Orda, Druja i Przydrujsk

Druja (biał. Друя) – wieś w obwodzie witebskim, w rejonie brasławskim Białorusi, do 1945 miasteczko w Polsce, w województwie wileńskim, w powiecie brasławskim, siedziba gminy Druja.
Druja leży na Pojezierzu Brasławskim, nad Dźwiną, u ujścia Drujki, przy granicy białorusko-łotewskiej.
Miasto magnackie położone było w końcu XVIII wieku w powiecie brasławskim województwa wileńskiego.
Do 1945 leżała przy granicy polsko-łotewskiej. Na łotewskim brzegu Dźwiny leży Przydrujsk.
Najdalej wysunięte na północ miasto II Rzeczpospolitej.

## Historia
W I Rzeczypospolitej Druja leżała w województwie połockim. Drewniany zamek wznieśli w Drui w poł. XVI wieku Massalscy. Od 1611 roku stał się własnością rodu Sapiehów, który w 1618 roku wybudowali tu nowy drewniany zamek otoczony wałami, a miejscowość nazwali Sapieżynem. W 1620 król Zygmunt III Waza nadał osadzie prawa miejskie na prawie magdeburskim i herb. W 1643 roku kanclerz Kazimierz Lew Sapieha ufundował tu kościół bernardynów z klasztorem. W dniu 24 grudnia 1654 roku zamek i miasto zajęły wojska moskiewskie pod dowództwem Szeremietiewa. Odzyskany przez Polaków w 1660 ponownie został zajęty i spalony przez Rosjan 1664. Zamek odbudowano, jednak stracił później swoje znaczenie. Podczas II wojny północnej w 1701 roku miasto zajęli Rosjanie. Spotkali się tu wtedy sprzymierzeni w wojnie ze Szwecją król August II (jako elektor saski) i car Piotr I Wielki. W XVIII wieku zbudowano nowy ratusz miejski i wybrukowano ulice. 23 stycznia 1793 roku w II rozbiorze Polski zajęli Druję Rosjanie. Miasto liczyło wtedy 3400 mieszkańców i 500 domów. W dniu 8 sierpnia 1812 roku 240 najznakomitszych obywateli Brasławszczyzny podpisało w Widzach akt przyłączenia powiatu do Królestwa Polskiego. W Drui od XVII w. do 1809 działał męski prawosławny klasztor, podlegający monasterowi w Słucku. Został on zamknięty na mocy decyzji cara Aleksandra I.
W 1824 roku Sapiehowie sprzedali Druję Miłoszom, którzy wybudowali tu nowy dwór (obecnie sanatorium). Część zamku zajmuje obecnie zabudowa miejska, jednak zachowały się fragmenty wałów obronnych zamku Sapiehów.
W 1874 w Drui urodził się Włodzimierz Bieniesiewicz – polski historyk prawa cerkiewnego, archeolog, członek korespondent nauk historycznych i filologicznych Akademii Nauk Strasburga, Monachium, Berlina i Petersburga.
Według Powszechnego Spisu Ludności z 1921 roku miasto zamieszkiwało 2453 osoby, 911 było wyznania rzymskokatolickiego, 318 prawosławnego, 6 ewangelickiego, 1011 mojżeszowego a 207 staroobrzędowego. Jednocześnie 1221 mieszkańców zadeklarowało polską przynależność narodową, 281 białoruską, 1 niemiecką, 830 żydowską, 84 rosyjską, a 36 litewską. Było tu 457 budynków mieszkalnych. Miejscowość należała do miejscowej parafii rzymskokatolickiej i prawosławnej. Podlegała pod Sąd Grodzki w Drui i Okręgowy w Wilnie; mieścił się tu właściwy urząd pocztowy.
Jesienią 1915 roku rosyjskie wojska kolejowe doprowadziły do Przydrujska linię kolei wąskotorowej z Balbinowa. W grudniu tego samego roku, gdy Dźwina zamarzła, linię przedłużono przez Druję i Brasław do Opsy.
W drugiej połowie marca 1916 roku miasto zajęły wojska niemieckie. Przedubowały one wówczas kolej wąskotorową i połączyły z powstałą w tym samym roku linią Dukszty – Czepukany. Po I wojnie światowej kolej przejąło PKP i eksploatowało pod nazwą Brasławska Kolej Wąskotorowa. Kolej ta stanowiła najszybsze połączenia miasta z Wilnem i resztą kraju.
W II Rzeczypospolitej jeszcze przed 1926 rokiem miasto zostało zdegradowane do rangi miasteczka i włączone do gminy wiejskiej Druja, której było siedzibą. Druja początkowo należała do powiatu dziśnieńskiego. 1 stycznia 1926 roku została wraz z całą gminą przyłączona do powiatu brasławskiego. W okresie II RP w Drui istniało gimnazjum im. Stefana Batorego, w którym pod koniec życia nauczał jeden z pionierów polskiego lotnictwa – Włodzimierz Mazurkiewicz. We wschodniej części miasteczka istniały koszary KOP. Stacjonował w nich od 1925 szwadron kawalerii KOP „Druja”. U schyłku II RP stacjonował w miejscowości komisariat Straży Granicznej.
W latach 30. XX wieku w planach była budowa portu rzecznego na Dźwinie, który poprzez Rygę miał stworzyć perspektywy handlu morskiego dla Wileńszczyzny. Służyć miał m.in. eksportowi drewna. Od lipca 1934 roku w Drui zaczęła działać komisja gospodarcza, która na miejscu badała możliwość budowy portu.
W związku z tymi planami zbudowano i otwarto w kwietniu 1932 roku linię kolejową z Woropajewa. Docelowo linię planowano przedłużyć do portu. Do portu planowano dobrowadzić również linię kolei wąskotorowej. W 1936 roku sprawę budowy portu dyskutowano w sejmie, ale plan nie znalazł poparcia, m.in. z powodu skupienia się na Centralnym Okręgu Przemysłowym.
W latach 1927–1930 proboszczem parafii w Drui był wybitny białoruski duchowny Józef Hermanowicz.
Podczas okupacji hitlerowskiej, w kwietniu 1942 roku Niemcy utworzyli getto dla żydowskich mieszkańców. Przebywało w nim około 3000 osób. 2 lipca 1941 roku Niemcy zlikwidowali getto, a Żydów zamordowano na terenie getta. Sprawcami zbrodni byli gestapowcy z Głębokiego oraz żandarmeria z Wilejki. Akcją dowodził Heinz Tangermann. 
W 1964 roku zawieszono ruch na linii kolei wąskotorowej, którą rozebrano do 1971 roku. 
W 2006 Druję zdegradowano do wsi; wcześniej była osiedlem typu miejskiego.

## Demografia
Według Powszechnego Spisu Ludności z 1921 roku Druję zamieszkiwało 2453 osób, 911 było wyznania rzymskokatolickiego, 318 prawosławnego, 6 ewangelickiego, 207 staroobrzędowego, 1 011 mojżeszowego. Jednocześnie 1221 mieszkańców zadeklarowało polską przynależność narodową, 281 białoruską, 1 niemiecką, 830 żydowską, 84 rosyjską a 36 litewską. Było tu 457 budynków mieszkalnych. W 1931 miasteczko zamieszkiwało w 514 domach 3375 osób.

## Zabytki
istniejące:
- kościół Św. Trójcy i klasztor Bernardynów. Kościół powstał w latach 1643–46, a przebudowano go w drugiej połowie XVIII wieku. Nadbudowano wtedy wieżę o dwie kondygnacje i zbudowano barokową bramkę. Po kasacie klasztoru w 1852 roku służył jako parafialny. W 1944 roku spłonął w wyniku uderzenia bomby lotniczej. Po II wojnie światowej był zamknięty. Odbudowany po 1989 roku przez miejscowych katolików. W latach 1995–1996 zrekonstruowano część wystroju jego wnętrza: późnobarokowy, trzykondygnacyjny ołtarz główny z lat 1764–67 oraz ambona i cztery ołtarze boczne wykonane w stylu rokokowym w 1779 roku.
- cerkiew Zwiastowania, XVIII wiek, w ruinie
- cerkiew unicka św. św. Piotra i Pawła z XVIII w., w ruinie
- cerkiew prawosławna pw. św. Jerzego, drewniana, zlokalizowana na cmentarzu, świątynia parafialna
- kamień Borysów, XII wiek
- pozostałości zamku z XVI–XVIII w, w XIX wieku przebudowany na pałac, obecnie sanatorium
- zabudowa z przełomu XIX i XX wieku
- kirkut

nieistniejące:
- synagoga z 1755–1756 r. proj. Antonio Paracca, spalona w 1942
- kościół i klasztor dominikanów z 1765–73 roku (lub sprzed 1757), projekt: Antonio Paracca i Ludwik Hryncewicz. Po powstaniu listopadowym skonfiskowały go władze carskie w 1832 r. i przekazały na cerkiew w 1839 r. Stopniowo popadał w ruinę i został wysadzony przez Rosjan w 1909 r. Miał trzy nawy i dwuwieżową fasadę w stylu baroku wileńskiego.